# 費爾迪·卡德奧盧
費爾迪·埃雷纳伊·卡德奧盧（土耳其語：Ferdi Erenay Kadıoğlu，發音：[fæɾˈdi eɾeˈnaj kaˈdɯoːɫu]；1999年10月7日—），土耳其足球運動員，司職邊後衛、中場與翼鋒，現效力於英超布萊頓，土耳其國家隊成員之一。
2016年卡德奧盧在荷甲的NEC奈梅亨開始其職業生涯，後於2018年轉會至土超的費內巴切並效力六年，2024年起效力英超布萊頓。
卡德奧盧於2022年首次為土耳其國家足球隊參賽，並參加了2024年的歐洲國家盃，為土耳其打進四分之一決賽。

## 職業生涯

### NEC奈梅亨

#### 2016—17年賽季
卡德奧盧的生涯始於NEC奈梅亨，他在客場2-0敗於阿爾克馬爾的比賽中首次替補出場。其在職業生涯第一年中出場27次，9場先發，攻入4球，4次助攻。奈梅亨在該賽季排名16，並在降級附加賽（卡迪奧格魯參加了三場）後不幸降級荷乙。

#### 2017—18年賽季
到了第二年，卡德奧盧仍是球隊重要成員。他在34場荷乙比賽中先發31場，攻入7球，12次助攻。奈梅亨最終排名第三，但在升級附加賽（卡德奧盧參加了三場）中不敵安曼導致球隊未能重返荷甲。

### 費內巴切

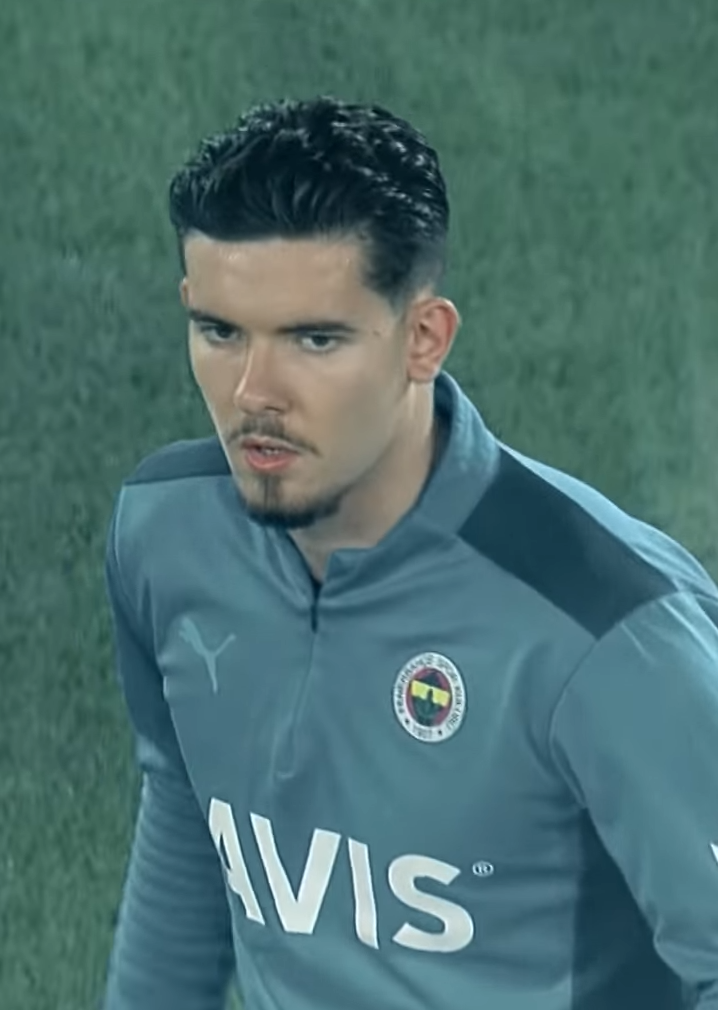
卡德奧盧在2021年的一場比賽

#### 2018—2020年賽季：簽約與崛起
2018年，卡德奧盧轉會進入土超的費內巴切，他的成年職業賽首秀在2018年12月10日，於土耳其盃中對陣基利森的比賽中替補出場。他的第一個賽季中主要效力於費內巴切U21踢球，並在U21聯賽中出場11次。
在下個賽季中，卡德奧盧試圖在費內巴切抓住更多的出場機會，他在2019年8月19日5-0大勝加濟安泰普的比賽中攻入其在該俱樂部的生涯第一球。

#### 2020—2022年賽季：出場時間的增加
在第三個賽季中，他在新領隊埃羅爾·布盧特的帶領下，他在開局就在首發陣容獲得更多出場時間，並在場上擔任起關鍵球員。在接下來的一年，儘管管理層不斷變動，無論是維托爾·佩雷拉還是伊斯梅爾·卡爾塔爾，他都坐穩自己的首發位置，打滿全場。
2022年3月17日，費內巴切宣布與卡德奧盧簽訂了一份為期四年的合約，於2026年6月到期。

#### 2022—2024年賽季：關鍵球員
在第五個賽季中，他成為費內巴切的一位多才球員，在球隊位置中擔任多個位置（主要以兩側邊後衛為主）。他在該賽季的各項賽事中攻入4球，5次助攻，上場時間共4175分鐘。在第六個賽季中，他與新教練兼傳奇人物伊斯梅爾·卡爾塔爾打出一個強勁開局。

### 布萊頓
2024年8月27日，卡德奧盧以2500萬英鎊轉會費加盟英超布萊頓（另有420萬英鎊浮動條款），並簽訂了一份為期四年的合約。隨後的9月18日，他便在卡拉寶盃第三輪以3-2擊敗狼隊的比賽中攻入其第一粒進球。11月2日他在2-1兵敗利物浦的英超比賽中攻入其在英超的第一粒進球。

## 國家隊生涯
卡德奧盧出生於荷蘭，父親是土耳其人，母親是荷裔加拿大人，是以他有資格代表土耳其、荷蘭或加拿大參加任何國際賽事。
事實上他曾是荷蘭國家青年隊的成員之一。他在2021年3月入選荷蘭U21參加該年的歐洲U-21足球錦標賽。同年11月12日，時任土耳其國家隊教練斯特凡·昆茨表示他預計卡德奧盧會在2022年3月就其國際賽國籍做出決定。而最終在2022年1月3日，他的俱樂部費內巴切宣布他將效力土耳其國家足球隊。
卡德奧盧代表土耳其參賽的首秀是在歐國聯中，以4-0大勝法羅群島的比賽。他的國際賽第一粒進球是在2023年11月18日在柏林的友誼賽中，球隊最終以3-2擊敗德國。隨後的2024年6月7日，他隨時任教練溫琴佐·蒙特拉帶領的土耳其國家隊出征2024年歐洲盃。

## 生涯數據統計

### 俱樂部
最後更新：2024年11月2日
| 俱樂部   | 賽季          | 聯賽     | 聯賽 | 聯賽 | 國家杯 | 國家杯 | 英聯盃 | 英聯盃 | 歐陸 | 歐陸 | 總計 | 總計 |
| 俱樂部   | 賽季          | 聯賽級別 | 出場 | 進球 | 出場   | 進球   | 出場   | 進球   | 出場 | 進球 | 出場 | 進球 |
| -------- | ------------- | -------- | ---- | ---- | ------ | ------ | ------ | ------ | ---- | ---- | ---- | ---- |
| NEC      | 2016—17年賽季 | 荷甲     | 27   | 4    | 4      | 0      | —      | —      | —    | —    | 31   | 4    |
| NEC      | 2017—18年賽季 | 荷乙     | 34   | 7    | 5      | 1      | —      | —      | —    | —    | 39   | 8    |
| NEC      | 總共          | 總共     | 61   | 11   | 9      | 1      | 0      | 0      | 0    | 0    | 70   | 12   |
| 費內巴切 | 2018—19年賽季 | 土超     | 0    | 0    | 1      | 0      | —      | —      | 0    | 0    | 1    | 0    |
| 費內巴切 | 2019—20年賽季 | 土超     | 23   | 4    | 8      | 2      | —      | —      | —    | —    | 31   | 6    |
| 費內巴切 | 2020—21年賽季 | 土超     | 26   | 1    | 4      | 0      | —      | —      | —    | —    | 30   | 1    |
| 費內巴切 | 2021—22年賽季 | 土超     | 28   | 2    | 1      | 0      | —      | —      | 9    | 1    | 38   | 3    |
| 費內巴切 | 2022—23年賽季 | 土超     | 31   | 3    | 6      | 1      | —      | —      | 10   | 0    | 47   | 4    |
| 費內巴切 | 2023—24年賽季 | 土超     | 37   | 1    | 2      | 0      | —      | —      | 12   | 2    | 51   | 3    |
| 費內巴切 | 2024—25年賽季 | 土超     | 2    | 0    | 0      | 0      | —      | —      | 3    | 1    | 5    | 1    |
| 費內巴切 | 總共          | 總共     | 148  | 11   | 22     | 3      | 0      | 0      | 34   | 4    | 204  | 18   |
| 布萊頓   | 2024—25年賽季 | 英超     | 6    | 1    | 0      | 0      | 2      | 1      | —    | —    | 8    | 2    |
| 生涯總計 | 生涯總計      | 生涯總計 | 215  | 23   | 31     | 3      | 2      | 1      | 32   | 4    | 279  | 32   |

1. ↑  即荷蘭盃、土耳其盃與英足盃
2. ↑  在歐聯出場七次；在歐協聯出場兩次並攻入一球
3. ↑  在歐冠出場兩次；在歐聯出場八次
4. ↑  都在歐協聯出場
5. ↑  都在歐冠出場

### 國家隊
最後更新：2024年10月14日
| 國家隊 | 年分   | 出場 | 進球 |
| ------ | ------ | ---- | ---- |
| 土耳其 | 2022年 | 7    | 0    |
| 土耳其 | 2023年 | 8    | 1    |
| 土耳其 | 2024年 | 7    | 0    |
| 總共   | 總共   | 22   | 1    |

以下列表之得分與結果會先列出土耳其的總得分結果，得分欄顯示的則是卡迪奧格魯進球後的分數變化。
| No. | 日期           | 場地                   | 號碼 | 對手 | 得分 | 結果 | 比賽性質 |
| --- | -------------- | ---------------------- | ---- | ---- | ---- | ---- | -------- |
| 1   | 2023年11月18日 | 德國柏林奧林匹克體育場 | 14   | 德国 | 1–1  | 3–2  | 友誼賽   |

## 榮譽
費內巴切
- 土耳其盃：2022—23年賽季（英语：2022–23 Fenerbahçe S.K. season）[21]

個人
- 「光明未來獎」年度最佳男性足球員：2023年

## 外部連結
- 費爾迪·卡德奧盧位于土耳其足协的网页
- Soccerway資料庫：費爾迪·卡德奧盧